# Kurzfilmfestival
Ein Kurzfilmfestival ist ein Filmfestival, bei dem die gezeigten Filme eine maximale Dauer nicht überschreiten dürfen. Diese wird von den Veranstaltern unterschiedlich festgelegt, liegt aber nie über einer Stunde, sehr häufig bei 30 Minuten und in vielen Fällen deutlich darunter bis hin zu einer Minute. Außerdem haben viele nicht ausschließlich auf Kurzfilme spezialisierte Filmfestivals eigene Wettbewerbe für Kurzfilme.

## Oberhausen, Tampere und Clermont-Ferrand
Die Internationalen Kurzfilmtage Oberhausen in Deutschland, das Tampere International Short Film Festival in Finnland und das Festival du Court-Métrage de Clermont-Ferrand in Frankreich gelten als wichtige internationalen Kurzfilmfestivals. Oberhausen, das als das älteste Kurzfilmfestival der Welt publiziert wird, und Tampere sind die einzigen reinen Kurzfilmfestivals, die beim internationalen Filmproduzentenverband FIAPF akkreditiert sind.
| seit | Ort              | Name                                          | max. Filmdauer |
| ---- | ---------------- | --------------------------------------------- | -------------- |
| 1954 | Oberhausen       | Internationale Kurzfilmtage Oberhausen        | 45 min         |
| 1969 | Tampere          | Tampere International Short Film Festival     | 30 min         |
| 1981 | Clermont-Ferrand | Festival du Court-Métrage de Clermont-Ferrand |                |

## Deutschland
siehe auch: Filmfestivals in Deutschland
Es gibt in Deutschland eine Fülle an verschieden gearteten Kurzfilmfestivals. Besonders seit den 1990er Jahren ist ein Anstieg an neuen Festivals zu beobachten, von denen viele auf das teure traditionelle Filmmaterial (zum Beispiel 35-mm-Film oder 16-mm-Film) zu Gunsten von Vorführungen mit Video bzw. Digital Video verzichten.
| seit | Ort                    | Name                                                                      | max. Filmdauer |
| ---- | ---------------------- | ------------------------------------------------------------------------- | -------------- |
| 1954 | Oberhausen             | Internationale Kurzfilmtage Oberhausen                                    | 45 min         |
| 1957 | Leipzig                | Internationales Leipziger Festival für Dokumentar- und Animationsfilm     |                |
| 1968 | Hof                    | Internationale Hofer Filmtage                                             |                |
| 1972 | Potsdam (Babelsberg)   | sehsüchte                                                                 |                |
| 1977 | Weiterstadt            | Open Air Filmfest Weiterstadt                                             |                |
| 1981 | Münster                | Filmfestival Münster                                                      | 45 min         |
| 1982 | Berlin                 | Internationales Kurzfilmfestival Berlin                                   | 20 min         |
| 1984 | Bonn                   | Internationales Festival für kurze Kunstfilme                             | 45 min         |
| 1985 | Hamburg                | Internationales KurzFilmFestival Hamburg                                  | 30 min         |
| 1986 | Villingen-Schwenningen | Schwenninger Kurzfilmfestival                                             | 25 min         |
| 1987 | Verden (Aller)         | Filmsalat                                                                 | 30 min         |
| 1989 | Dresden                | Filmfest Dresden                                                          |                |
| 1990 | Bamberg                | Bamberger Kurzfilmtage                                                    | 30 min         |
| 1991 | Bochum                 | Internationales Videofestival Bochum                                      |                |
| 1993 | Berlin                 | Filmfestival ContraVision                                                 | 30 min         |
| 1992 | Tübingen               | Internationales Kurzfilmfest Tübingen                                     |                |
| 1993 | Halle (Saale)          | Werkleitz Biennale                                                        |                |
| 1994 | Marburg                | OpenEyes Filmfest                                                         | 30 min         |
| 1994 | Ludwigsburg            | Europäische Kurzfilmbiennale Ludwigsburg                                  | 35 min         |
| 1994 | Regensburg             | Regensburger Kurzfilmwoche                                                | 30 min         |
| 1994 | Rüsselsheim            | Rüsselsheimer Filmtage                                                    | 25 min         |
| 1995 | Thalmässing            | Thalmässinger Kurzfilmtage                                                | 15 min         |
| 1997 | Köln                   | Short Cuts Cologne (eingestellt 2008)                                     | 30 min         |
| 1998 | München                | Bunter Hund – Internationales Kurzfilmfest München                        | 20 min         |
| 1998 | Karlsruhe              | Independent Days Filmfest                                                 | 60 min         |
| 1999 | Jena                   | cellu l'art Kurzfilmfest                                                  | 22 min         |
| 1999 | Stuttgart              | Kufife an der Hochschule der Medien Stuttgart                             | 10 min         |
| 1999 | Landshut               | Landshuter Kurzfilmfestival                                               | 30 min         |
| 1999 | Weimar                 | backup_festival                                                           |                |
| 1999 | Stralsund              | g-niale                                                                   | 20 min         |
| 2000 | Sulzbach-Rosenberg     | Abgedreht – International Short Film Festival                             | 25 min         |
| 2000 | Flensburg              | Flensburger Kurzfilmtage                                                  | 30 min         |
| 2000 | Bayreuth               | kontrast                                                                  | 30 min         |
| 2000 | Dortmund               | WAM-Filmnacht (seit 2007 XXS Dortmunder Kurzfilmfestival)                 | 20 min         |
| 2000 | Halle (Saale)          | Shortmoves                                                                | 15 min         |
| 2000 | München                | Shocking Shorts Award                                                     | 30 min         |
| 2000 | Nürnberg               | Die 24 Stunden von Nürnberg                                               |                |
| 2001 | Berlin                 | Karownale                                                                 | 35 min         |
| 2001 | Landau in der Pfalz    | La.Meko Filmfestival Landau                                               | 30 min         |
| 2001 | Görlitz                | Dreilandfilmfestival                                                      | 45 min         |
| 2001 | Soest                  | Soester Kurzfilmtage                                                      | 3 min          |
| 2001 | Oldenburg              | Oldenburger Kurzfilmtage zwergWERK                                        | 30 min         |
| 2002 | Berlin                 | Going Underground                                                         | 90 sek         |
| 2002 | Schwäbisch Hall        | Formula Mundi – Internationale Filmtage an der FH Schwäbisch Hall         | 30 min         |
| 2003 | Düsseldorf             | Filmfest Düsseldorf                                                       | 30 min         |
| 2003 | Berlin                 | Moviemiento – short films on the road                                     | 15 min         |
| 2003 | Braunschweig           | Durchgedreht 24 Selbstfilmfest                                            | 5 min          |
| 2003 | Rhein-Main-Gebiet      | Shorts At Moonlight                                                       | 30 min         |
| 2004 | Eberswalde             | Internationales Filmfest Eberswalde                                       | 25 min         |
| 2004 | Leipzig                | Kurzsuechtig:: Leipziger Kurzfilmfestival                                 | 30 min         |
| 2004 | Lörrach                | Kurzfilmtage Lörrach                                                      | 12 min         |
| 2004 | Biberach an der Riß    | Biberacher Independent Film Festival                                      | 60 min         |
| 2004 | München                | filmnach8                                                                 | 15 min         |
| 2004 | Rostock                | Festival im Stadthafen (FiSh)                                             | 30 min         |
| 2004 | Konstanz               | konstanzer kurz.film.spiele                                               | 30 min         |
| 2005 | Berlin                 | BerlinerFilmFenster – grenzenlos                                          | 20 min         |
| 2005 | Berlin                 | Short Shots (eingestellt 2010)                                            | 15 min         |
| 2005 | Mechernich             | Internationales Kurzfilmfestival Mechernich                               | 20 min         |
| 2005 | Detmold                | FilmLichter – International Short Film Festival Detmold (ISFF)            | 15 min         |
| 2005 | Leipzig                | UFO – Unbekannte Filmobjekte in Leipzig                                   | 15 min         |
| 2005 | Straubing              | Straubinger Kurzfilmfest                                                  | 30 min         |
| 2005 | Hamburg                | Ambulart – Festival der Visuellen Kunst                                   | 20 min         |
| 2005 | Hannover               | UndBitte!                                                                 | 30 min         |
| 2006 | München                | Munich International Short Film Festival                                  | 15 min         |
| 2006 | Köln                   | Kurzfilmfestival Köln                                                     | 45 min         |
| 2006 | Ingolstadt             | Kurzfilmfestival 20min/max Ingolstadt                                     | 20 min         |
| 2006 | Passau                 | Crank Cookie Kurzfilmtage                                                 | 20 min         |
| 2006 | Passau                 | I. Internationales Filmfestival Passau                                    | 45 min         |
| 2006 | Oldenburg              | Oldenburginale                                                            | 45 min         |
| 2006 | Köln                   | cologne 47elf – the filmmaking festival (eingestellt 2009)                | 6 min          |
| 2006 | Bayreuth               | Kurzflimmern (bis 2008)                                                   | 30 min         |
| 2006 | Halle (Saale)          | Filmforum Selbstgedrehtes                                                 | 30 min         |
| 2007 | Lüchow                 | Wendland Shorts                                                           |                |
| 2007 | Mannheim & Heidelberg  | Zum Goldenen Hirsch – Das ganzjährige Kurzfilmfestival                    |                |
| 2008 | Hameln                 | Theo                                                                      | 5 min          |
| 2008 | München                | filmnach8 – Kurzspielfilm und Künstlerischer Film                         | 15 min         |
| 2008 | Bad Oldesloe           | 9 ½ Minuten „Musik“                                                       | 9,5 min        |
| 2008 | Berlin                 | Trash-Kurzfilmfest                                                        | 40 min         |
| 2008 | Berlin                 | NoDogma Videoaktivismus-Kurzfilmfest                                      | 20 min         |
| 2009 | Köln                   | shnit International Shortfilmfestival (shnit PLAYGROUND Cologne bis 2012) | 40 min         |
| 2009 | Berlin                 | 99Fire-Films-Award                                                        | 99 sek         |
| 2010 | Hamburg                | AHOI-Internationales studentisches Kurzfilmfestival                       | 10,5 min       |
| 2012 | Essen                  | Essener Video Rodeo – Kurzfilme aus dem Ruhrgebiet                        | 30 min         |
| 2012 | Ilmenau                | Film Leben Festival                                                       | 20 min         |
| 2013 | Hagen                  | Eat My Shorts – Hagener Kurzfilmfestival                                  | 20 min         |
| 2014 | Heimenkirch            | Allgäuer Filmfeschdival                                                   | 30 min         |

## Österreich
siehe auch: Filmfestivals in Österreich
Das größte Kurzfilmfestival in Österreich ist Vienna Shorts in Wien.
| seit | Ort                     | Name                                                                     | max. Filmdauer |
| ---- | ----------------------- | ------------------------------------------------------------------------ | -------------- |
| 1985 | Nenzing                 | Filmfestival Alpinale                                                    | 30 min         |
| 1999 | Andelsbuch              | Hans Bach Kurzfilmfestival                                               | 5 min          |
| 2002 | Kundl                   | Internationales Jugendfilmfestival Tirol                                 | 30 min         |
| 2003 | Hard                    | Lange Nacht des Kurzen Films                                             | 10 min         |
| 2003 | Linz                    | Debútnale – Festival der ersten Videos                                   | 15 min         |
| 2004 | Wien                    | Vienna Shorts (VIS)                                                      | 30 min         |
| 2004 | Graz                    | Trigitale – Festival des Trigitalen Films                                | 20 min         |
| 2007 | Wien                    | Young short and ambitious                                                | 30 min         |
| 2007 | Villach, Udine, Laibach | K3 internationales Kurzfilmfestival                                      | 30 min         |
| 2009 | Klosterneuburg          | Shortynale Filmfestival                                                  | 30 min         |
| 2011 | Wien                    | Austrian Independent Filmfestival                                        | 45 min         |
| 2011 | Wien                    | shnit International Shortfilmfestival (shnit PLAYGROUND Vienna bis 2012) | 40 min         |

## Schweiz
siehe auch: Filmfestivals in der Schweiz
Als wichtigste Kurzfilmfestivals in der Schweiz gelten das Internationale Kurzfilmfestival shnit mit weit über 20'000 Besucher in Bern und die Internationalen Kurzfilmtage Winterthur mit rund 17'000 Besuchern (Oscar + BAFTA Qualifying Festival).
| seit | Ort                                  | Name                                                                                        | max. Filmdauer                                                  |
| ---- | ------------------------------------ | ------------------------------------------------------------------------------------------- | --------------------------------------------------------------- |
| 1934 | Olten                                | festival.swiss.movie; das älteste dem Schweizer Film gewidmete Festival                     | 25 min                                                          |
| 1976 | Zürich                               | Schweizer Jugendfilmtage                                                                    | 20 min                                                          |
| 1985 | Luzern                               | UPCOMING FILM MAKERS – Schweizer Jungfilmfestival Luzern (vor 2001 Innerschweizer Filmtage) | 20 min                                                          |
| 1995 | Baden AG                             | Fantoche – Internationales Filmfestival für Animationsfilm                                  | 40 min                                                          |
| 1996 | Winterthur                           | Internationale Kurzfilmtage Winterthur                                                      | 40 min Schweizer Wettbewerb / 30 min Internationaler Wettbewerb |
| 1997 | Bern                                 | Queersicht – lesbisch-schwules Filmfestival                                                 | 20 min                                                          |
| 2003 | Bern                                 | shnit International Shortfilmfestival (shnit PLAYGROUND Bern)                               | 40 min                                                          |
| 2004 | Bern                                 | Slam-Movie-Night (auch schon in Winterthur, St. Gallen, Luzern)                             | 15 min                                                          |
| 2004 | Winterthur, St. Gallen, Schaffhausen | Kurz & Knapp                                                                                | 45 min                                                          |
| 2004 | Aarau                                | One Minute Film & Video Festival                                                            | 1 min                                                           |
| 2005 | Zürich                               | TALENT SCREEN mit MOVIE MARATHON (bis 2009)                                                 | 5 min                                                           |
| 2007 | Freiburg                             | Academy Shorts                                                                              | 8 min                                                           |
| 2008 | Intragna TI                          | Film Festival Centovalli – Festival für Tessiner Kurzfilme                                  | 30 min                                                          |
| 2009 | Basel                                | Gässli Film Festival – Schweizer Nachwuchsfestival in Basel                                 | 15 min                                                          |
| 2012 | Romanshorn                           | Jugendfilm Festival Movie Day – Nachwuchsfestival in Romanshorn                             | 15 min                                                          |

## Frankreich
Die französische Kurzfilmagentur Agence du court métrage zählt auf ihrem Internet-Portal über 270 Kurzfilmfestivals in Frankreich. Das bedeutendste davon ist das Festival du Court-Métrage de Clermont-Ferrand. Obwohl aus anderen Ländern ähnlich systematische Erhebungen der Anzahl von Kurzfilmfestivals fehlen, zählt Frankreich weltweit wohl zu den Staaten mit der höchsten Dichte an reinen Kurzfilmfestivals.
| seit | Ort              | Name                                                             | max. Filmdauer |
| ---- | ---------------- | ---------------------------------------------------------------- | -------------- |
| 1981 | Clermont-Ferrand | Festival du Court-Métrage de Clermont-Ferrand                    |                |
| 1985 | Brest            | Festival Européen du Film Court de Brest                         | 45 min         |
| 1992 | Toulouse         | Séquence Court-métrage                                           | 30 min         |
| 1995 | Nancy            | Aye Aye Film Festival                                            | 40 min         |
| 1997 | Marseille        | Festival Étang d’Arts                                            | 20 min         |
| 2000 | Nantes           | Mouviz festival                                                  | 20 min         |
| 2000 | Nizza            | Un festival c'est trop court                                     | 30 min         |
| 2001 | Lyon             | Doc en courts                                                    | 40 min         |
| 2002 | Paris            | Paris tout court – Festival International du film court de Paris | 60 min         |
| 2003 | Toulouse         | Festival Concours de Courts de Toulouse                          | 15 min         |

## Übriges Europa
| seit | Ort           | Name                                                               | max. Filmdauer |
| ---- | ------------- | ------------------------------------------------------------------ | -------------- |
| 1956 | Cork          | Cork Film Festival                                                 | 15 min         |
| 1968 | Bozen         | Opere Nuove Short Film Festival                                    | 30 min         |
| 1969 | Tampere       | Tampere International Short Film Festival                          |                |
| 1975 | Odense        | Odense Internationale Film Festival                                |                |
| 1978 | Drama         | International Short Film Festival in Drama                         | 35 min         |
| 1982 | Uppsala       | Uppsala International Short Film Festival                          |                |
| 1988 | Trondheim     | Minimalen Kortfilmfestival                                         | 30 min         |
| 1993 | Vila do Conde | Curtas Vila do Conde                                               |                |
| 1995 | Bristol       | Brief Encounters                                                   | 30 min         |
| 1995 | Löwen         | International Short Film Festival Leuven                           | 30 min         |
| 1996 | Siena         | Siena International Short Film Festival                            | 30 min         |
| 2003 | Baltschik     | International Student Film Festival for Film Art (ISFFA)           | 30 min         |
| 2004 | Bozen         | No Words International no-dialogue Short Film Festival             | 30 min         |
| 2014 | Prag          | Anishort Filmfestival - International Short Animated Film Festival | 10 min         |

## Afrika
| seit | Ort      | Name                                                                    | max. Filmdauer |
| ---- | -------- | ----------------------------------------------------------------------- | -------------- |
| 2010 | Kapstadt | shnit International Shortfilmfestival (shnit PLAYGROUND Cape Town)      | 40 min         |
| 2012 | Lagos    | shnit International Shortfilmfestival (shnit PLAYGROUND Lagos nur 2012) | 40 min         |
| 2012 | Kairo    | shnit International Shortfilmfestival (shnit PLAYGROUND Cairo)          | 40 min         |

## Asien
| seit | Ort      | Name                                                                        | max. Filmdauer |
| ---- | -------- | --------------------------------------------------------------------------- | -------------- |
| 1999 | Tokio    | Short Shorts Film Festival                                                  | 25 min         |
| 2011 | Singapur | shnit International Shortfilmfestival (shnit PLAYGROUND Singapore bis 2012) | 40 min         |
| 2013 | Bangkok  | shnit International Shortfilmfestival (shnit PLAYGROUND Bangkok)            | 40 min         |
| 2013 | Kyoto    | shnit International Shortfilmfestival (shnit PLAYGROUND Kyoto)              | 40 min         |

## Australien
siehe auch: Filmfestivals in Ozeanien
Das Tropfest und das Flickerfest in Australien sind Massenveranstaltungen: So zieht das im Freien stattfindende Tropfest in Sydney regelmäßig über 100.000 Zuschauer an. Darin können sich die beiden großen australischen Kurzfilmfestivals durchaus mit dem Sydney Film Festival – als wichtigsten regulären Filmfestival in Australien – messen.
| seit | Ort    | Name        | max. Filmdauer |
| ---- | ------ | ----------- | -------------- |
| 1992 | Sydney | Flickerfest | 30 min         |
| 1993 | Sydney | Tropfest    | 7 min          |

## Nordamerika
Das Humboldt International Short Film Festival in Kalifornien gilt als zweitältestes Kurzfilmfestival der Welt. Eine Besonderheit einiger nordamerikanischer Filmfestivals ist, dass für die Einreichung eines Films Einreichgebühren verlangt werden.
| seit | Ort                                                    | Name                                                                            | max. Filmdauer |
| ---- | ------------------------------------------------------ | ------------------------------------------------------------------------------- | -------------- |
| 1967 | Humboldt, Kalifornien, Vereinigte Staaten              | Humboldt International Short Film Festival                                      | 45 min         |
| 1994 | Toronto, Kanada                                        | Canadian Film Centre’s Worldwide Short Film Festival                            |                |
| 1995 | Palm Springs, Kalifornien                              | Palm Springs International ShortFest                                            | 40 min         |
| 1997 | Los Angeles, Kalifornien, Vereinigte Staaten           | Los Angeles International Short Film Festival                                   | 30 min         |
| 2003 | New York City, New York, Vereinigte Staaten            | New York Short Film Festival                                                    | 30 min         |
| 2005 | Manhattan, New York City, New York, Vereinigte Staaten | Manhattan Short Film Festival                                                   | 14 min         |
| 2011 | San José, Kalifornien, Vereinigte Staaten              | shnit International Shortfilmfestival (shnit PLAYGROUND San José)               | 40 min         |
| 2012 | San Francisco, Kalifornien, Vereinigte Staaten         | shnit International Shortfilmfestival (shnit PLAYGROUND San Francisco nur 2012) | 40 min         |
| 2013 | New York, New York, Vereinigte Staaten                 | shnit International Shortfilmfestival (shnit FINALE)                            | 40 min         |

## Südamerika
Die beiden großen brasilianischen Kurzfilmfestivals von Rio de Janeiro und São Paulo stehen in Verbindung zum staatlichen Ölunternehmen Petrobras als wichtigem Sponsor.
| seit | Ort            | Name                                                                  | max. Filmdauer |
| ---- | -------------- | --------------------------------------------------------------------- | -------------- |
| 1980 | Rio de Janeiro | Rio de Janeiro International Short Film Festival – Curta Cinema       | 40 min         |
| 1990 | São Paulo      | Festival Internacional de Curtas Metragens de São Paulo               | 35 min         |
| 2012 | Buenos Aires   | shnit International Shortfilmfestival (shnit PLAYGROUND Buenos Aires) | 40 min         |